# Ignacio Coronel Villarreal
Ignacio Coronel Villarreal (Canelas, Durango, 1 de febrero de 1954-Zapopan, Jalisco, 29 de julio de 2010) fue un narcotraficante mexicano y uno de los jefes máximos del Cártel de Sinaloa.
Ignacio Coronel murió el 29 de julio de 2010, en Zapopan, Jalisco, durante un tiroteo, por el Ejército Mexicano.
Se desconocen los datos del operativo que llevó a la muerte del narcotraficante, según la única versión oficial, (Secretaría de la Defensa Nacional) informó que la localización del capo conllevó varios meses de inteligencia militar.
Asimismo se dio a conocer que Coronel Villarreal se resistió a su captura disparando un rifle de asalto M-16, con el que dio muerte a un militar e hirió a otro.

## Biografía
En la década de 1980, Coronel inició su carrera criminal como líder del Cártel de Juárez en el estado de Nayarit. Trabajó en esa época bajo la sombra de Amado Carrillo Fuentes "el Señor de los Cielos" y Eduardo González Quitarte "El Flaco". Después de la muerte de Carrillo Fuentes, Coronel, Juan José Esparragoza Moreno "El Azul" e Ismael "El Mayo" Zambada se separaron del Cártel de Juárez y se unieron al Cártel de Sinaloa, que recuperó su estatus como el principal cartel de México en 2001 después de la fuga de prisión de El Chapo Guzmán en Puente Grande, Jalisco. En ese momento Coronel estaba asociado con Luis Valencia Valencia, jefe del Cártel del Milenio y los hermanos Beltrán Leyva. Años más tarde, cuando los hermanos Beltrán Leyva se separaron de Guzmán, Coronel se mantuvo firme junto al Cártel de Sinaloa. Coronel fue responsable de mover cantidades de varias toneladas de cocaína a través de barcos pesqueros desde Colombia a México y luego a los estados estadounidenses de Texas y Arizona a principios de la década de los 2000. Su influencia y operaciones penetraron en los Estados Unidos, México y varios otros países europeos, centroamericanos y sudamericanos. En México, era conocido como el "Rey del Cristal" por su dominio de la producción y el tráfico de metanfetamina cristalina.
Tanto el gobierno de Estados Unidos como el de México tenían orden de arresto pendiente contra Coronel; además, el Departamento de Estado de los Estados Unidos ofrecía una recompensa de hasta 5 millones de dólares por información que condujera a su captura.

## Sanción de la Ley Kingpin
El 1 de junio de 2005, el Departamento del Tesoro de los Estados Unidos sancionó a Coronel en virtud de la Ley de Designación de Cabecillas Extranjeros de Narcóticos (a veces denominada simplemente "Ley Kingpin"), por su participación en el tráfico de drogas junto con otros siete delincuentes internacionales y una entidad. La ley prohibía a los ciudadanos y empresas estadounidenses realizar cualquier tipo de actividad comercial con él, y prácticamente congeló todos sus activos en los EE. UU.

## Muerte
Coronel fue asesinado el 29 de julio de 2010 en Zapopan, Jalisco, durante un tiroteo con el Ejército mexicano. Durante la redada, Coronel mató a un soldado e hirió a otro. En algún momento durante el tiroteo, Coronel recibió un disparo fatal en la cabeza, que lo mató instantáneamente. Un comunicado de la Procuraduría General de la República (PGR) dice que los soldados encontraron joyas, relojes de lujo, armas de fuego, dos granadas de mano, tres vehículos y siete millones de dólares en efectivo en la casa donde mataron a Coronel.